# Carly va in Giappone
Carly va in Giappone (iGo to Japan) è un film per la televisione del 2008 diretto da Steve Hoefer, facente parte della seconda stagione della serie televisiva iCarly.
La produzione del film è cominciata nella primavera 2008, ed è durata tra le 4 e le 5 settimane.

## Trama
iCarly è stato candidato agli iWeb Awards come uno dei web show più comici, per questo Spencer, la Signora Benson, Carly, Sam e Freddie, vanno in Giappone per scoprire chi è il vincitore. Si ritrovano tuttavia su un aereo diretto in Corea e per questo i cinque protagonisti sono costretti a paracadutarsi dal velivolo mentre sta sorvolando la città di Tokyo. Arrivati all'albergo, una coppia di fratelli di nome Kyoko e Yûki anch'essa in nomination, cerca di metter i bastoni fra le ruote ai protagonisti facendoli arrivare tardi alla nomination. La coppia è alla fine arrestata, mentre il team di iCarly si gode il suo meritatissimo premio.

## Distribuzione
Negli Stati Uniti d'America il film ha esordito l'8 novembre 2008 su Nickelodeon.
In Italia è stato trasmesso il 23 aprile 2009 sempre su Nickelodeon, mentre in chiaro è andato in onda il 12 ottobre seguente su Italia 1.

## Accoglienza
Durante la sua prima messa in onda negli Stati Uniti il film ha attirato 7,6 milioni di spettatori, mentre durante la trasmissione canadese su YTV ne ha attirati 3,32.
Il film è stato accolto in modo contrastante dalla critica. Verne Gay di Newsday l'ha definito «affascinante» anche se «le smagliature e la ciccia sono così evidenti che vorresti offrire al film una cintura».